# شهر ری
شهر رِی (با نام تاریخی رِی) () مرکز شهرستان ری در استان تهران در کشور ایران است. ری از کهن‌ترین شهرهای جهان است به‌طوری‌که این منطقه را در گذشته «شیخ‌البلاد» می‌گفتند. تاریخ پیدایش ری به زمان اقوام آریایی می‌رسد و در آن زمان، ری از همه‌ی شهرهای ماد بزرگتر بوده است. ری در لغت به معنای شهر سلطنتی است. ساکن و اهل ری را رازی می‌نامند. ری در بخشی از دوره‌ی زیاریان و نیز دوره‌ی سلجوقیان پایتخت ایران بوده‌است. این شهر در طول تاریخ به نام‌های گوناگونی خوانده می‌شده. راکس، راز، راگز، راگا، رغه، ارشکیه، راگو، راگیا، راگیانا، رام‌اردشیر، ام‌البلاد، ری‌شهر، شیخ‌البلاد و محمدیه از نام‌هایی بوده‌اند که ری در هر دوره به مناسبتی با یکی از این نام‌ها خوانده می‌شده است. بنابر آنچه که در وندیداد آمده ری سیزدهمین شهری است که درجهان ساخته شده است. تاریخ سکونت در این شهر به ۶۰۰۰ سال پیش از میلاد برمی‌گردد. ری همواره یکی از شهرهای مهم ایران باستان به‌شمار می‌رفته و دوره‌ای نیز پایتخت ایران باستان بوده است.بر مبنای آخرین داده‌های دقیق جغرافیایی درازای ری ۱۴ کیلومتر می‌باشد. این شهر در قرن چهارم هجری بزرگ‌ترین مرکز از مراکز چهارگانه‌ی ایالت جبال بوده‌است. ابن حوقل ذکر می‌کند که بعد از بغداد آبادتر از ری شهری در شرق نیست، جز آن‌که نیشابور به وسعت از آن بیشتر و بزرگتر است.
با وجود این‌که شهرری مرکز شهرستان ری است، امّا این شهر به‌عنوان منطقه‌ی ۲۰ شهرداری تهران نیز محسوب می‌شود. در فرهنگ عامیانه به این شهر به واسطه‌ی مدفون بودن عبدالعظیم حسنی، شاه عبدالعظیم نیز می‌گویند.

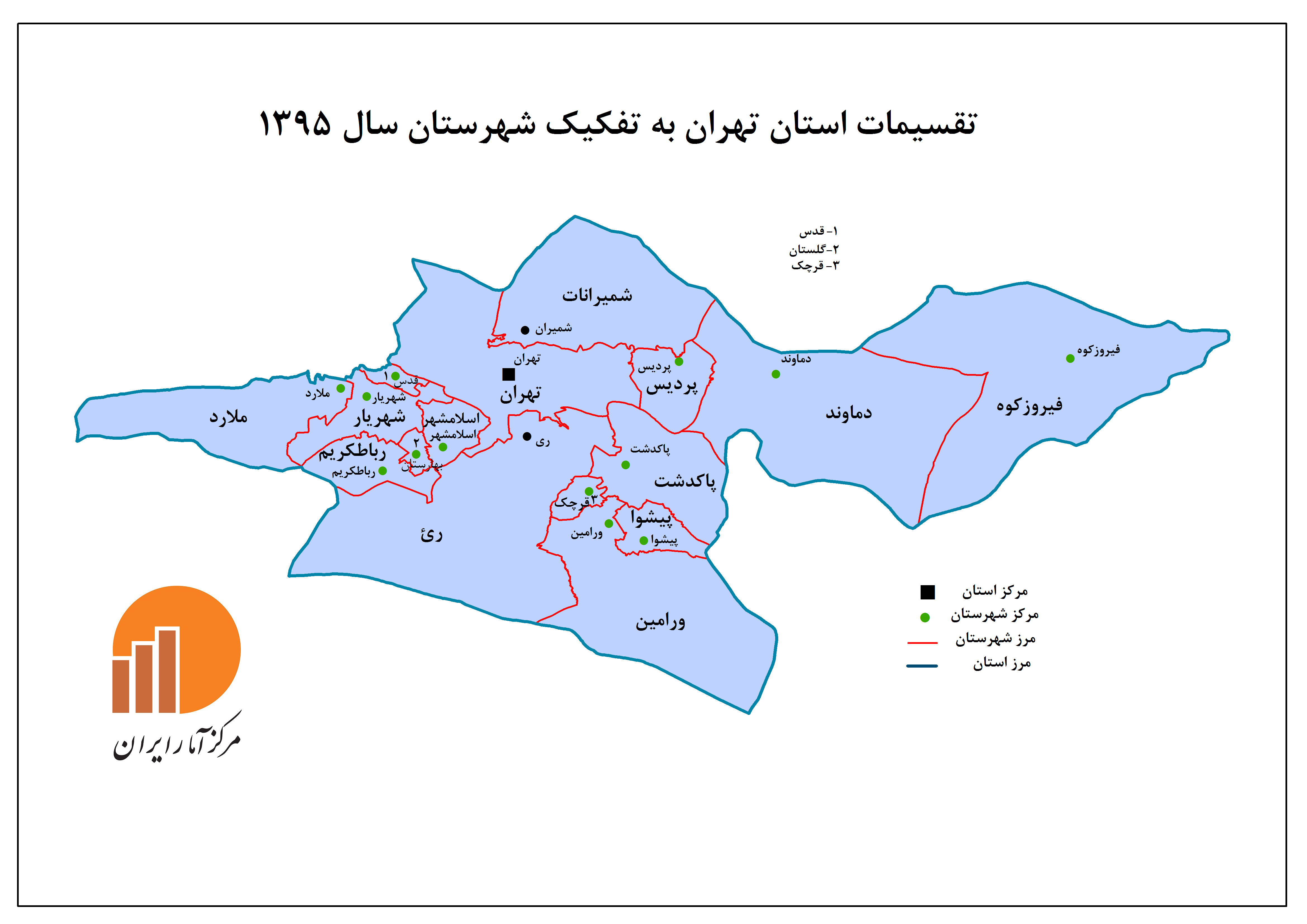
محدوده شهرستان ری در تقسیمات کشوری ایران

## تاریخ ری

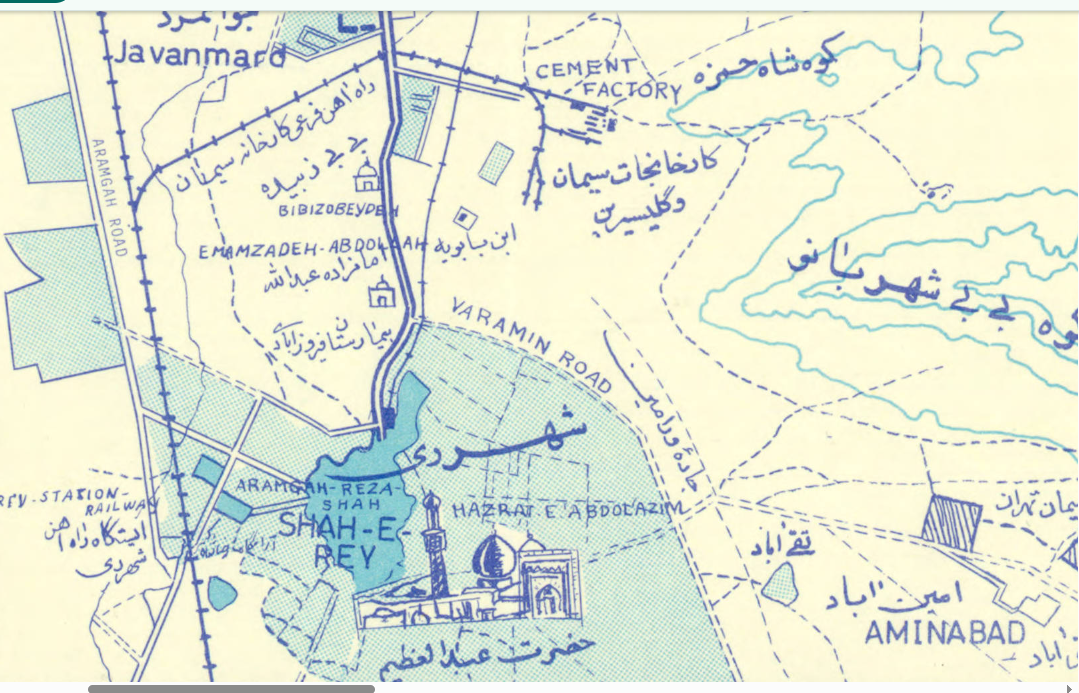
نقشه شهر ری و حومه در سال ۱۳۴۶ خورشیدی

یافته‌های سنگی جدید در محوطه باستانی و تاریخی ری از سکونت ده‌ها هزار ساله انسان در شهرری است که مربوط به دوره پارینه سنگی بوده و تاریخ این منطقه را بیش از ۴۰ یا ۸۰ هزار سال تغییر داده‌است.
ری کهن‌ترین شهر در استان تهران است. کتیبه‌های پارسی باستان و اوستا و منابع دیگر، گواه بر اهمیت ری باستان است. این شهر در جریان تاخت و تازهای اقوام مهاجم در سده‌های میانه مورد تخریب شدید قرار گرفت و موقعیت آن به عنوان پایتخت در دوران فرمانروایی دیلمیان آل بویه و سلجوقیان احیا شد. شهر ری از نظر تعداد آثار تاریخی خود از بسیاری از شهرهای باستانی دیگر غنی تر است. ری محل زندگی بسیاری از شخصیت‌های تاریخی، از جمله خاندان‌های سلطنتی، بازرگانان، دانشمندان و شاعران بوده‌است. رازی پژوهشگر ایرانی قرون وسطی و از مهم‌ترین شخصیت‌های علم پزشکی، اهل ری بود.

### پیدایش ری

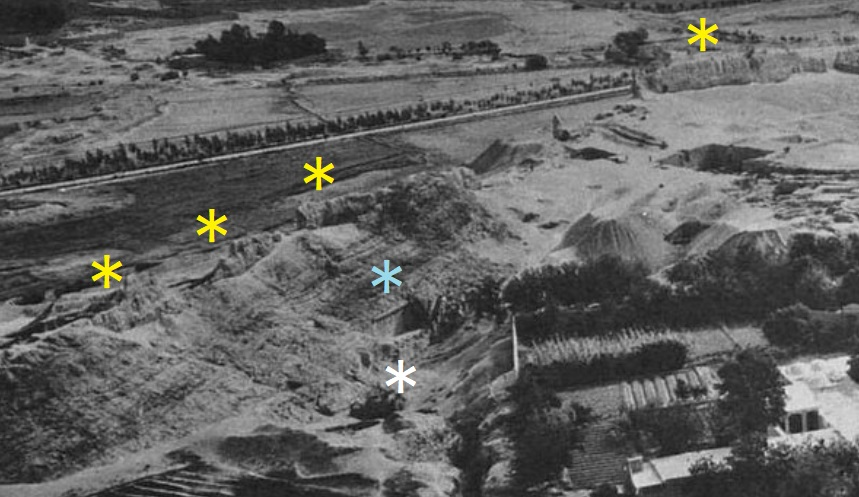
عکس هوایی بخشی از سرزمین ری در محدوده چشمه‌علی و اطراف آن. کشیدگی باروی ری در عکس هوایی باستان‌شناس اریش فریدریش اشمیت. علامت‌های ستاره به رنگ زرد دیوارهای باقی مانده مخروبه از باروی ری می‌باشد. ستاره زرد رنگ سمت چپ و پایین محل ساختن دیوار بازسازی شده است که در عکس‌های مدرن موجود است. چشمه‌علی (ستاره سفید) و سنگ‌نگاره فتحعلی‌شاه (ستاره آبی) در عکس مشخص شده است. ۱۳۱۵ خورشیدی

رابرت کرپرتر، سیاح انگلیسی به پیروی از مؤلف کتاب آثارالبلاد نقل می‌کند «ایرانیان بنای این شهر را به هوشنگ پسر بزرگ کیومرث نسبت می‌دهند.»
در کتاب نزهه‌القلوب آمده‌است ری را «شیث» بن آدم بنا نهاده‌است. در البلدان، ابن فقیه بنای ری را به احفاد «بیلان ابن اصبهان بن فلوج بن سام بن نوح» نسبت داده‌است.
همچنین مؤلف کتاب هفت اقلیم می‌نویسد: "در بنای شهر ری اختلاف بسیار کرده‌اند. بعضی برآنند که ری را «راز بن اصفهان بن فلوح» بنا کرده و برخی گویند «راز بن خراسان» ساخته و بعضی نقل می‌کنند هوشنگ پسر کیومرث پادشاه افسانه ای ایران. و کسانی هم روایت می‌کنند کیخسرو پسر سیاوش."
همچنین می‌گویند ری شهری است که پیروز پسر یزدگرد بنا کرد و آن را رام‌فیروز نام نهاد. در فرهنگنامه دهخدا آمده‌است: بانی ری، «راز بن فاروس پسر لواسان» و به قولی «شیث بن آدم» است. عده‌ای نیز بنای ری را به (روی) از فرزندان نوح یا «ری بن بیلان بن اصفهان بن فلوخ» نسبت داده‌اند.
ابوالقاسم فردوسی در شاهنامه ساخت شهر ری را به پیروز پسر یزدگرد شاه ساسانی نسبت می‌دهد، که خود این نام را بر این شهر می‌گذارد.

### نام ری در متون پیش از اسلام
نام ری در کتیبه‌های هخامنشی و منابع یونانی به صورت رگ‌آ (Rega) و رغه (Rege) آمده‌است. سلوکیان به ری، آریا (Erya) و ارویا (Eroya) و اشکانیان «آرشکیا» می‌گفته‌اند.

### ری پیش از اسلام
ری در دوران پیش از اسلام، مرکز بزرگ دینی زرتشتیان بوده و به وسیله مدیران موبد نوعی حکومت دینی نظیر واتیکان در آن وجود داشت و به‌طور کلی ری در دوران مادها و هخامنشیان و حتی قبل از آن نیز شهری مقدس به‌شمار می‌آمد. قرار گرفتن ری در مسیر جاده ابریشم که از آنجا به همدان می‌رفت علاوه بر جنبه مذهبی، اهمیت بازرگانی نیز به ری می‌داده‌است، لذا مردم ری عموماً بازرگان و تاجر پیشه بوده‌اند.

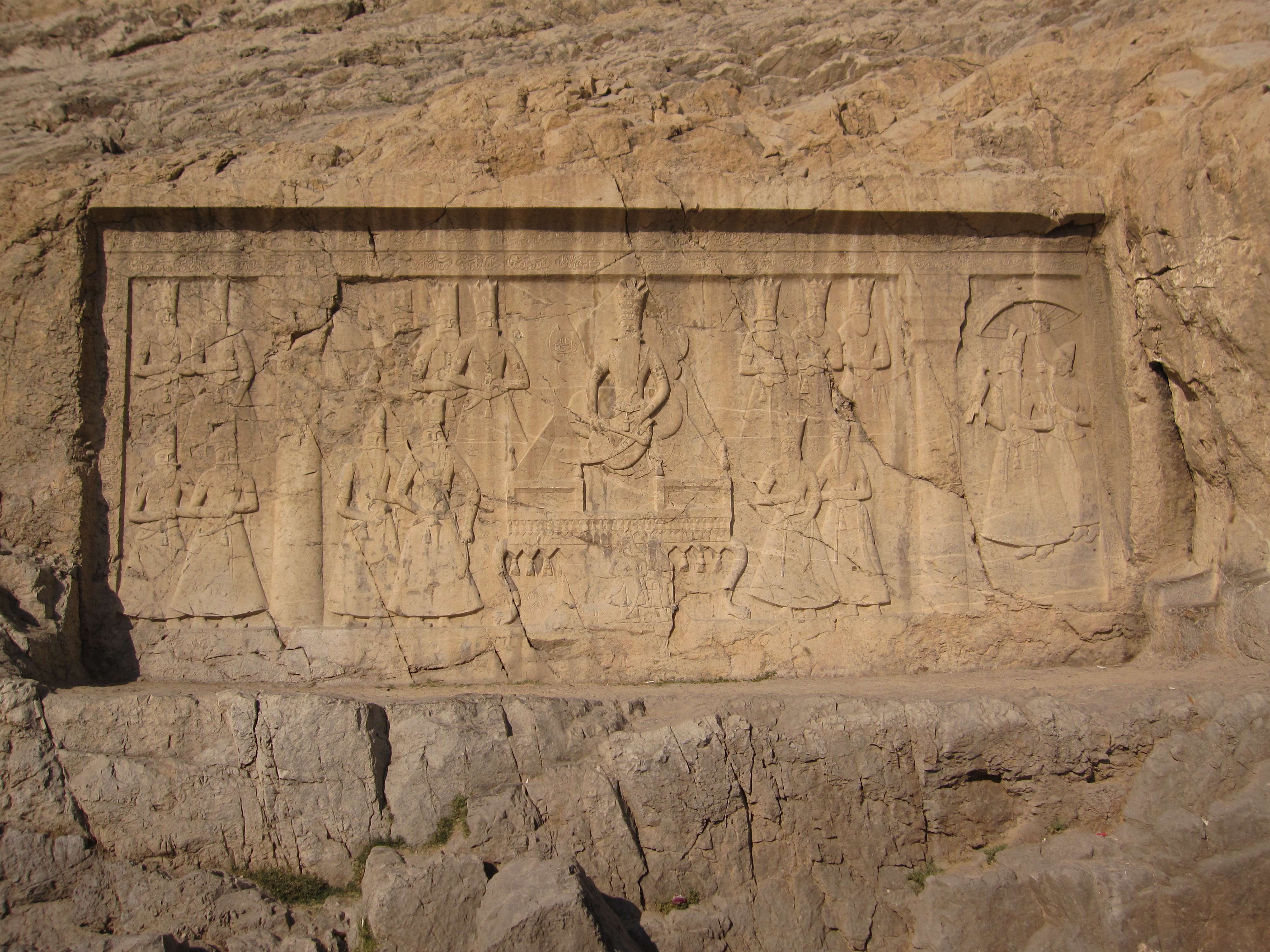
کتیبه فتحعلی شاه قاجار (چشمه علی)

ورود آریایی‌ها در حدود هزاره دوم پیش از میلاد به ری و استقرار شعبه‌ای از آن‌ها در مسیر حرکت خود به شمال و غرب، آثاری از خود بر جای گذاشته که شواهد آن به صورت کوره‌های سفال پزی در کهریزک و نیز در سال ۱۳۷۳ در تپه معمورین در فرودگاه بین‌المللی امام خمینی به دست آمده‌است، پس از ورود آریایی‌ها که مهم‌ترین آن‌ها مادها و پارس‌ها بودند و درآمیختن آن‌ها (مادها) با بومیانی که پیش از آن‌ها در این سرزمین مستقر بودند، این منطقه نیز در تقسیم‌بندی مادها به رماد رازی یا راگا، راگس که در جنوب تهران قرار داشت قرار گرفت .(۷۲۰–۵۵۰ ق. م) با پیروزی کوروش بر جد خود آژدهاک در سال (۵۵۰ ق. م) پایه‌های اولین امپراتوری بزرگ جهانی پی‌ریزی شده که مدت دو قرن تا سال (۳۳۰ ق. م) دوام یافت این امپراتوری علاوه بر سرزمین‌های واقع در محدوده حکومت ماد از شرق تا سند، غرب تا آسیای کوچک را نیز در بر می‌گرفت، در تقسیم‌بندی داخلی تغییرات چندانی نسبت به دوره ماد داده نشد و ایالات مادی همچنان با همان نام بر جای ماندند در این دوره این منطقه در محدوده (رک) قرار داشته‌است. در بند ۱۲ از ستون ۱ متن پارسی باستان کتیبه بیستون آمده‌است:
داریوش شاه گوید: پس از آن، (فرورتیش) با سواران کم گریخت، سرزمینی (ری) نام در ماد سو روانه شد…
در بند ۱۱ ستون ۳ متن پارسی باستان بار دیگر از ری نام برده می‌شود.
داریوش شاه می‌گوید: پس از آن من سپاه پارسی را از ری نزد ویشتاسپ فرستادم…
اسکندر مقدونی در تعقیب داریوش سوم از راه همدان به ری وارد شد و ویرانی‌ها به بار آورد. پس از مرگ وی، فتوحاتش به دست سردارانش تقسیم شد و در این میان سلوکوس سردار نامی او با غلبه بر آنتیگون قسمت اعظم آسیای غربی را تصرف نمود و سلسله سلوکی را در سال (۳۱۲ ق. م) تشکیل داد.
در عهد سلوکیان، در ری زلزلهای شدید روی داد، شهر بر اثر این زلزله ویران شد و سلوکوس اول (بین سالهای ۳۱۲–۲۸۰ قبل از میلاد) شهر را دوباره ساخت و نام زادگاه خود اورپس را بر آن نهاد، به همین خاطر در دوران سلوکیان از شهر ری به نام اورپس در تاریخ یاد می‌شود.

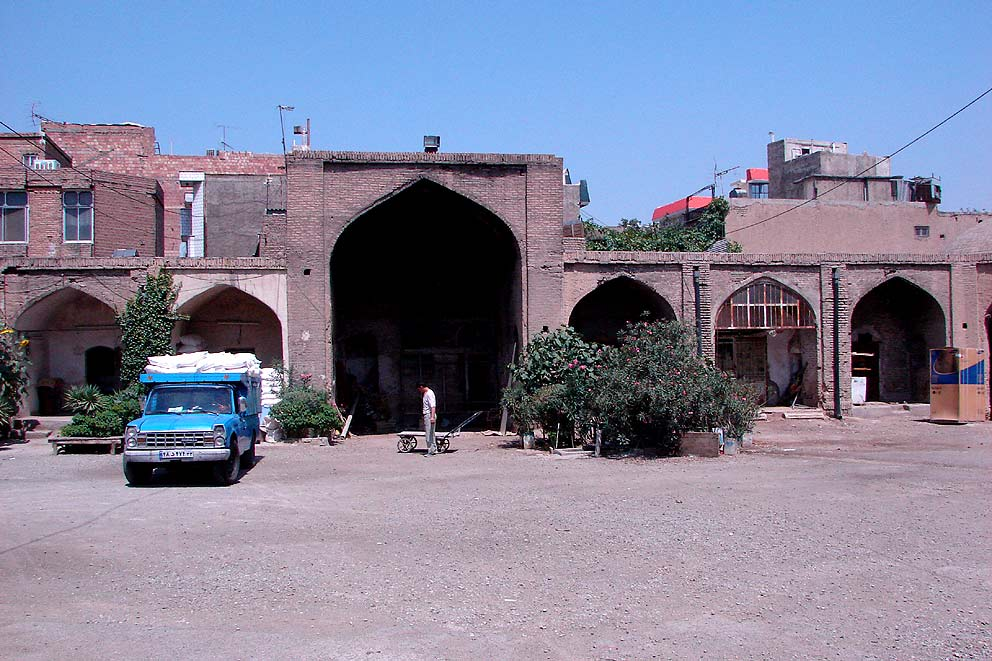
از کاروانسرای شاه‌عباسی شهر ری به عنوان انبار استفاده می‌شود.

چون آثار بجا مانده از اشکانیان توسط سلسله بعدی یعنی ساسانیان از بین رفته‌است از عصر اشکانیان اطلاعات زیادی در دست نیست ولی آنچه مسلم است ری همچنان اهمیت خود را حفظ کرده زیرا برج و باروی عظیمی در نزدیکی و ابتدای چشمه سوربن یا چشمه علی فعلی که اختصاص به شاهان و امرا داشت ساخته شده‌است. در این دوران ری به صورت یک مرکز دینی تجاری و قطب کشاورزی و دامداری به حیات خود ادامه داده‌است.
شهر ری در دوران ساسانیان از مراکز بزرگ دینی زرتشتیان بود و در آن به وسیله موبدان موبد نوعی حکومت دینی نظیر واتیکان وجود داشت. باید گفت ری در دوره ساسانیان شهر مقدس نامیده می‌شد و آتشکده ری از بزرگ‌ترین آتشکدههای آن عصر بود که بقایای آن نیز هم‌اکنون وجود دارد.

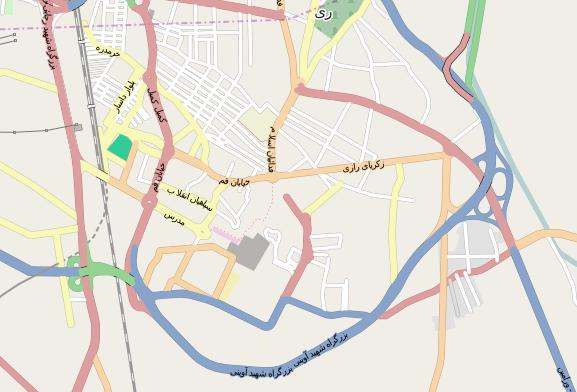
نقشه شهر ری

### ری پس از اسلام
در دوره پس از اسلام که سپاه ایران در جنگ نهاوند از مسلمانان شکست خورد و حکومت مرکزی از بین رفت، کشور ایران و ممالک تابعه آن نیز به تدریج تکه‌تکه گردیدند و تکلیف هر شهر از جمله ری به دست مرزبانان آن افتاد. پس از فتح ری نو یا ری زیرین به دستور نعیم بن مقرن و به دست همین زینبدی بنا شد و ری قدیم یا ری برین تخریب شد. ری نو در جنوب شرقی ری قدیم بنا گردید.
ری در آغاز قرن چهارم دوران پرشکوهی از رشد و توسعه خود را آغاز کرد و این عهد مرداویج دیلمی اولین شاه خاندان زیاری بود. مرداویج در سال ۳۱۵ هجری در صحنه سیاست ظاهر شد و در سال ۳۱۹ هجری استقلال یافت و پایتخت خود را ری قرارداد.
ری در حکومت رکن الدوله پایتخت او محسوب می‌شد و در این زمان بازهم بر اهمیت ری افزوده شد. در این دوره ری مرکز سیاسی فرهنگی ایران و جهان اسلام تبدیل شد و این امر رونق دانش و ادب را در این شهر در پی داشت.
ری در دوره اسلامی، پناه‌گاه فرمان‌داران بنی‌امیه بود. این شهر از کشمکش‌های مذهبی آسیب بسیار دید و در سال ۶۱۷ هـ. ق مردم آن، در تاخت و تاز مغولان قتل‌عام شدند. هنوز آثار حمله مغولان از بین نرفته بود که ری بار دیگر در سال ۷۸۶ هـ. ق به دست سپاهیان تیمور به ویرانه‌ای بدل شد و دوباره بازسازی شد ری امروز همچنان پابرجاست.
در سال‌های ۶۱۷ و ۶۲۱ هجری قمری ری توسط مغولان ویران شد و مردمش قتل‌عام شدند.

## نام‌گذاری

نام ری در نقشه ایران در دوره افشاریه

- ری در لغت به معنای شهر سلطنتی است. ساکن و اهل ری را رازی می‌نامند.[۵]
- «ری» و «راز» دو برادر بودند که با همکاری یکدیگر اینجا را بنا کردند. توافق کردند شهر را «ری» بنامند و اهالی آن را «رازی» نامند.[۲۵]
- بانی این شهر، راز بن فارسی بن یواسان بوده‌است.[۲۶]
- ری را به نام یکی از فرزندان «بیلان بن اصفهان بن فلوج بن سام بن نوح» نامگذاری کرده‌اند.[۲۷]
- یاقوت حموی می‌نویسد:محمدحسن مقدم مراغه‌ای (۱۳۶۳)، تطبیق لغات جغرافیایی قدیم و جدید ایران، تهران، ص. ۹۶ «در تواریخ قدیم ایران می‌نویسند که کیکاووس ارابه‌ای اختراع نمود و آلاتی در آن قرار داد که به واسطه آن به آسمان‌ها رود. حق‌تعالی به باد حکم کرد آن ارابه را به ابر رساند و از آنجا سرنگون کند. کیکاووس با ارابه‌اش به دریای جرجان افتاد. کیخسرو پسر کیکاووس چون به تخت پادشاهی نشست، دستور داد آن ارابه را مرمت کنند تا به شهر بابل ببرد. در میانه راه به مردمی رسید که آن‌ها با دیدن وی فریاد برآوردند: «به ری آمد» یعنی با ارابه آمده. چه ری در لغت فرس قدیم به معنی ارابه است. کیخسرو حکم کرد در آن محل شهری بنا کردند و نام آن را ری گذاشتند.»
- شیخ ربوه دمشقی (درگذشت ۷۲۷ هجری قمری) نوشته‌است: «از ری به معنی نیکویی یاد شده‌است.»[۲۸]

### نام‌های قدیم ری
آرساسیا، آرساکیا، ارشکیه، اروپس، اروپوس، اَلرّی، اورپا، اورپُس، ائوروپوس، بت رازیکایه، حضرت عبدالعظیم، دورا، رِ، راجیس، راجیش، راجیک، راز، رازی، رازوک، راژس، راک، راکس، راکیا، راگس، راگو، راگیا، راگا، راگیانا، رام اردشیر، رام پیروز (رام فیروز)، رائی، راورُپُس، رای، رغه، رک، رگ، رگس، رگه، ری ارشیر، ریشهر، شیخ‌البلاد، ماد پایین، ماد راجیانا، ماد رازی، ماد راگیان، ماد رگیانا، ماد سفیلا، محمدیه، مدی، ئوروپوس.
در مقدمه فرهنگنامه تطبیقی، کثرت صور و بخشی از اسامی و القاب ذکر شده ری به علت تفاوت در تلفظ‌ها، گویش‌ها و ضبط و حتی احتمالاً بر اثر اشتباه ناسخان به صورت‌های مختلف بیان شده‌است.

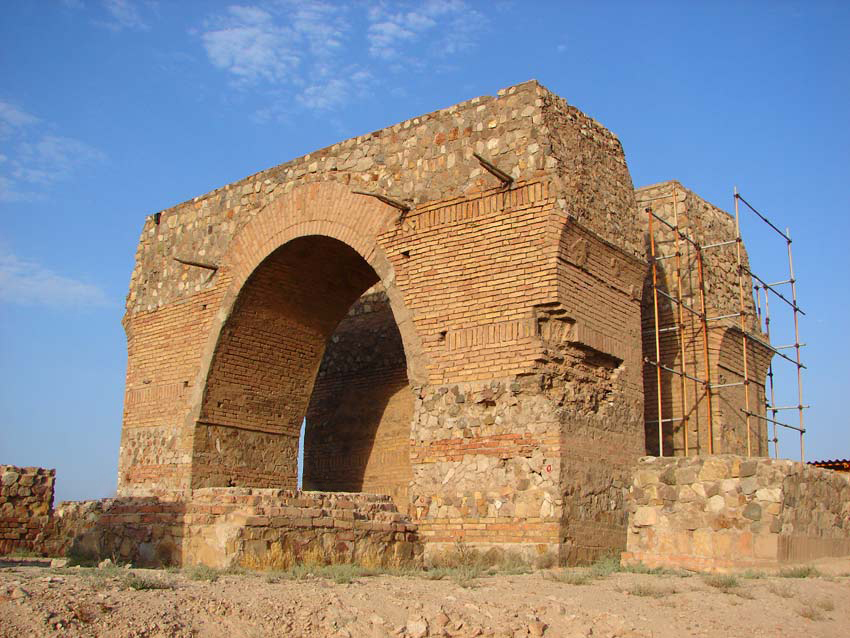
تپه میل (آتشکده بهرام) در جنوب شهر ری

همچنین (راج) یا (راک) از نام‌های ری به معنای مشعشع است.
نکته دیگر آنکه اسامی ری کاملاً نقل نشده و نیاز به تحقیق بیشتری دارد. به عنوان نمونه عروس‌البلاد و ام‌البلاد دو تا از القاب مشهور ری هستند که در فهرست بالا از قلم افتاده‌است. همچنین در یک اثر متعلق به ۵۲۰ هجری قمری آمده‌است. منوچهر پیشدادی شهر ری را که خراب بود از نو بنا نهاد و آن را (ماه جان) نامید. ژان شاردن سیاح و جهانگرد دوره صفوی نیز در شمار لقب‌ها و عنوان‌های ری (باب‌الابواب الارض)، (سوق العالم) و (بلدة البلاد) را ذکر می‌کند. همچنین در مورد نام ری، در الواح بیستون در آن لوحی است که به زبان مادی می‌باشد راگا ثبت کرده و در لوح دیگر که به زبان تورانی است (راگ کا ان). همچنین در یک متن جغرافیایی قرن چهارم هجری از ری به نام (مهدیه) یاد شده و در علت این نام‌گذاری نوشته‌است: زیرا مهدی در روزگار منصور در ری اقامت داشت و رشید در آنجا زاده شد.
در زمان خلفای عباسی نام رسمی یعنی دولتی ری (محمدیه) بود به مناسبت اینکه محمد، که همان مهدی خلیفهٔ عباسی است، در زمان خلافت پدرش منصور در ری اقامت گزید و پسرش هارون‌الرشید نیز در آنجا متولد گردید. شهر محمدیه مهم‌ترین ضرابخانهٔ آن ایالت بود و نام آن روی بسیاری از سکه‌های دورهٔ عباسی دیده می‌شود.

## جغرافیا
شهر ری محدوده‌ای است با مساحت ۲۲۹۳ کیلومتر مربع، از شمال به تهران، از جنوب به شهرستان قم، از شرق به شهرستان ورامین و شهرستان پاکدشت، از غرب به شهرستان‌های اسلامشهر، رباط کریم و زرندیه محدود می‌شود. مساحت بخش‌های پنجگانه شهرستان ری: بخش  مرکزی ۱۷۴؛ بخش قلعه نو ؟ ؛بخش خاوران؟ بخش کهریزک؟ ، و  فشاپویه ۱۶۴۵ کیلومتر مربع می‌باشد.
شهر ری مرکز شهرستان ری بین مختصات جغرافیایی '۳۶°۳۵ شمالی، '۲۶°۵۱ شرقی واقع شده‌است. ارتفاع این شهر از سطح دریا ۱۰۶۲ متر است. شهر ری در جنوب شهر تهران و متصل به شهر است. فاصله ری تا مرکز شهر تهران بالغ بر ۱۰ کیلومتر است.

#### جمعیت شهرستان ری
شهرستان ری از نظر تقسیمات کشوری دارای ۵ بخش « خاوران -  قلعه نو  - فشافویه – کهریزک – مرکزی» و ۱۰ دهستان و ۱۳۰ روستای دارای سکنه است جمعیت شهرستان بر اساس آمار سال ۱۳۸۵ بالغ بر ۳۴۹۷۰۰ نفر است.

### آب و هوا
هوای شهر ری معتدل و خشک می‌باشد. حداکثر درجه حرارت در تابستان ۴۲ درجه سانتی‌گراد بالای صفر و حداقل در زمستان به ۹- درجه سانتی‌گراد می‌رسد. میزان باران سالیانه شهر ری به‌طور متوسط ۲۵۰ میلی‌متر است. در نزهت القلوب حمدالله مستوفی آمده‌است که ری به سبب بسته بودن شمالش آب و هوای متعفن و ناگوارنده داشته و عقرب قتال در او بسیار است. در شعری که خاقانی شروانی در زمان سکونتش در ری در قرن ششم در این باره سروده از آب و هوای این شهر به بدی یاد می‌کند.

### روستاها و دهستان‌ها
روستای تاریخی فیروزآباد (محل تولد سیّد رضا فیروزآبادی؛ سیاستمدار، روحانی، نیکوکار، نماینده چهار دوره‌ی مجلس شورای ملی و بنیان‌گذار بیمارستان فیروزآبادی شهر ری) - روستای تاریخی کلین (محل تولد شیخ محمد کلینی عالم بزرگ شیعه) - دولت‌آباد قیصریه ـ (روستایی کوچک جنب شیر و خورشید و ولی آباد) - تقی آباد - قلعه نو - بهشتی - گلحصار (قوچحصار سابق) - آب اندرمان (امامزاده ابوالحسن) - تبایین - قلعه گبری - عمادآور - قاسم‌آباد تهرانچی - خیرآباد از روستاهای شهر ری می‌باشند.

## آثار طبیعی

### ناهمواری‌ها
شهرستان ری در دشت واقع گردیده و کوه‌های آن ارتفاع زیادی ندارند. این کوه‌ها عبارتند از:
۱. کوه بی‌بی‌شهربانو: این کوه در شرق شهر ری و متصل به آن می‌باشد. کوه بی‌بی شهربانو در شرق شهر ری و ارتفاعش از سطح دریا ۱۵۳۵ متر است.

۲. کوه آراد این کوه در مرکز شهرستان ری حد فاصل بخش‌های کهریزک و فشاپویه قرار گرفته‌است. کوه آراد در ۹ کیلومتری شمال‌شرقی حسن‌آباد واقع شده و ارتفاع آن ۱۴۲۸ متر است. از این کوه به نام (اراده) هم یاد شده‌است. همچنین در یک نقشه متعلق به سال ۱۳۰۷ هجری قمری دوره ناصرالدین‌شاه قاجار که توسط دو نفر از مهندسین ایرانی وقت ترسیم شده بود. از کوه آراد با نام کوه (آراد) یاد شده‌است. همچنین در کتاب جغرافیای مفصل ایران کوه آراد با نام کوه (حسن‌آباد و کنارگرد) ذکر شده‌است.

۳. کوه مره این کوه در جنوب غربی شهر ری و در جنوب شهر حسن‌آباد و رودشور قرار گرفته‌است؛ و ارتفاع آن ۱۵۰۳ متر است.

۴. کوه کور ابلاغ: کوه کورابلاغ یکی از کوه‌های ناحیه مرکزی ایران است که در محل تلاقی چهار شهرستان زرندیه، ساوه، ری و قم واقع شده‌است. قسمت عمده این کوه و دو ارتفاع باند آن ۱۹۱۵ متر و ۱۹۴۰ متر در شمال استان قم واقع شده‌است. جنوب غربی شهرستان ری به دامنه‌های شمالی این کوه ختم می‌شود؛ و بخش شرقی کوه (گوی داغ) در شمال کوه کورابلاغ در شهرستان ری واقع شده‌است.

### تالاب‌ها
- تالاب عشق آباد
- دریاچه فشافویه

### رودخانه‌ها
چندین رود مشهور و مهم ایران که به حوضه البرز مرکزی ایران روان هستند همانند رودهای کرج، شور فشاپویه، جاجرود (در ناحیه مرز شرقی شهرستان ری) در شهر ری جریان یافته و سپس به رودهای کرج و جاجرود می‌پیوندند.
۱. رودخانه کرج: رودخانه کرج از کوه البرز سرچشمه گرفته و پس از عبور از چندین شهرستان استان تهران به دریاچه نمک می‌ریزد. این رودخانه با جهت شمال‌غربی - جنوب‌شرقی سرتاسر شهرستان ری را می‌پیماید و پس از پیوستن به یکی از شاخه‌های جاجرود به دریاچه نمک می‌ریزد.

۲. رودخانه جاجرود: رودخانه جاجرود یکی از رودهای دائمی و مهم شهرستان استان تهران است که با مسیر کلی جنوبی جاری است و در نهایت به دریاچه نمک می‌ریزد. شاخه‌ای از این رود از ناحیه مرز شرقی شهرستان ری عبور می‌کند.

۳. رود شور فشاپویه: رود طولانی شور با جهت شمال‌غربی-جنوب‌شرقی عرض شهرستان ری را طی می‌کند. این رود از ۶ کیلومتری جنوب حسن‌آباد فشاپویه عبور می‌کند و به شوره‌زار شرق حوض سلطان قم می‌ریزد.
چندین رودخانه کوتاه هم از شهر ری عبور می‌کنند. برخی از آن‌ها عبارتند از رودخانه جعفرآباد یا دربند، رودخانه سرخه حصار و رودخانه کن.

### پوشش گیاهی
شهرستان ری به لحاظ آب و هوا نیمه‌صحرایی، دارای جنگل طبیعی نیست و جنگل دست کاشت آن بالغ بر ۳۸۷ هکتار است. اما از نظر مرتع نسبتاً غنی است و با ۱۶۶۲۰۰ هکتار در میان ۱۲ شهرستان استان تهران پس از فیروزکوه، ساوجبلاغ و دماوند رتبه چهارم را داراست. درختان گز و از گیاهانی که کاربرد دارویی دارند مانند خاکشیر، گل گاوزبان، کاسنی، کرچک و پونه در بسیاری نقاط می‌روید.

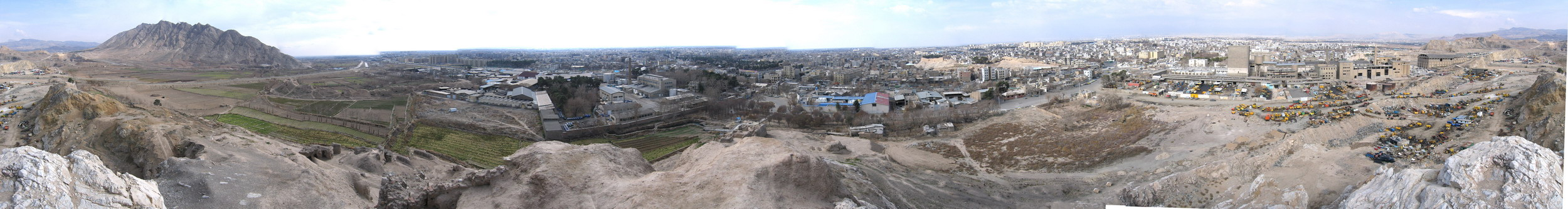
نمایشی از شهر ری و کوه بی‌بی شهربانو

## آثار تاریخی

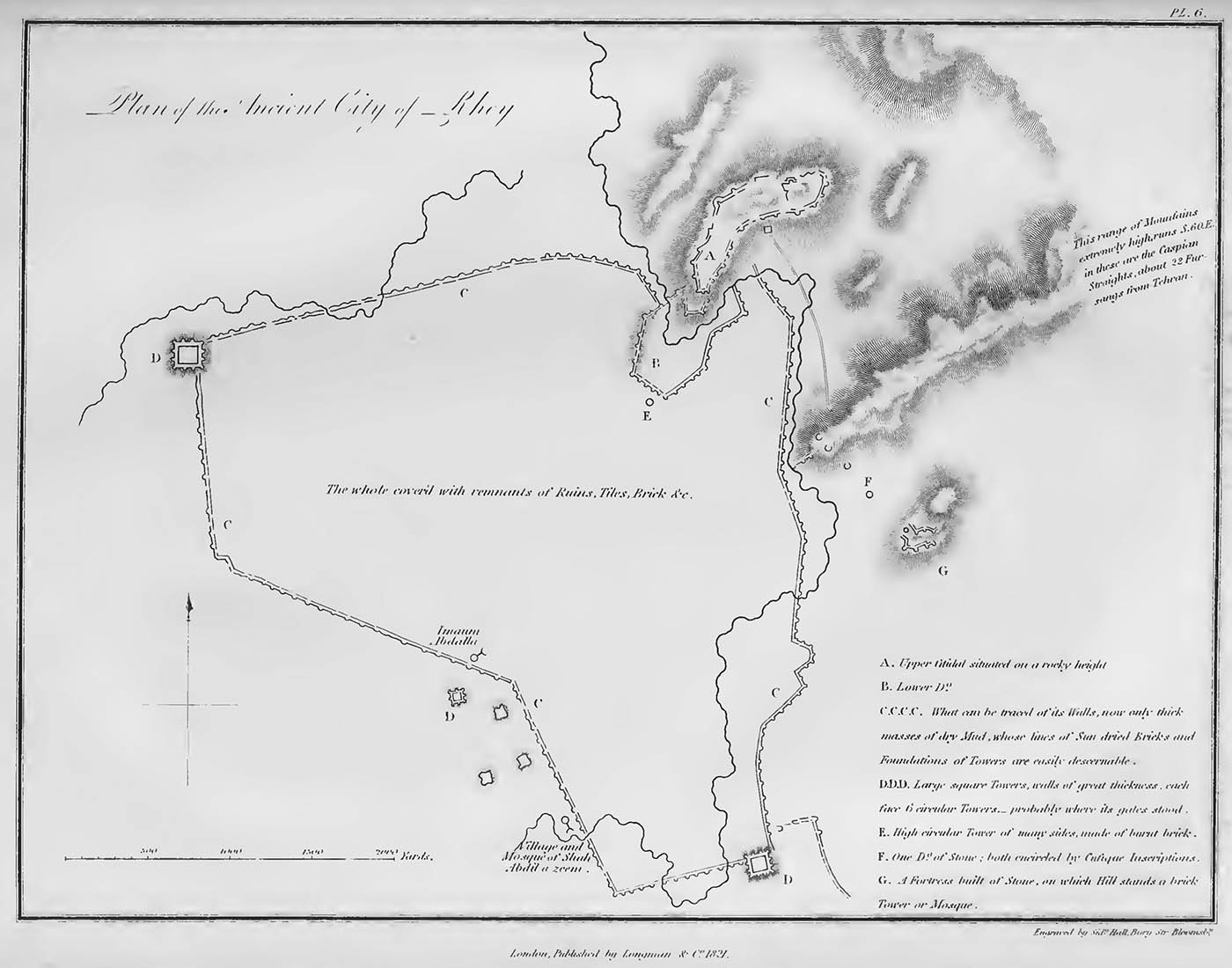
نقشه رابرت کر پورتر در زمان فتحعلی‌شاه قاجار که در آن شاه عبدالعظیم و امامزاده عبدالله و نیر اماکن زیر مشخص شده: A,B. باروی ری C. دیوار شهر D. برج‌های نگهبانی E. برج طغرل F. برج و گنبد سنگی فخرالدوله در کوه نقارخانه G. بنای سنگی آرامگاه بی‌بی‌شهربانو

ری تنها منطقه باستانی استان تهران است که دارای آثار تاریخی و مکان‌های دیدنی زیادی است. این منطقه قطب توسعه توریسم مذهبی استان تهران نیز به‌شمار می‌آید. جاذبه‌های تاریخی شهرستان ری بر جاذبه‌های طبیعی منطقه غالب است. قدمت طولانی و سابقه کهن ری سبب شده که آثار تاریخی بسیار قدیمی مانند باروی ری برین - که مربوط به سده‌های قبل از میلاد است - در این شهر وجود داشته باشد. برخی از مهم‌ترین آثار تاریخی‌های شهر ری عبارتند از:

### آثار تاریخی پیش از اسلام
- تپه میل - آتشکده بهرام
- تپه چشمه‌علی
- چشمه علی
- باروی ری
- دژ رشکان
- استدوان گبرها
- دژ سلجوقی
- تپه باستانی کنده
- تپه قمی آباد
- قلعه گبری شهرری
- کتیبه و نقش برجسته شکار شیر فتحعلیشاه قاجار (کوه سرسره):کوهی که چشمه علی از پای آن جاری است و کوه سرسره نامیده می‌شود سابقاً تصویری برجسته از دوره ساسانیان بر بدنه آن کنده شده بود که پادشاه ساسانی را سوار بر اسب و نیزه‌ای در دست نشان می‌داد، ولی فتحعلی شاه در سال ۱۲۴۸ هجری قمری آن را محو ساخت و صورت خود را به‌جای آن گذاشت.[۵۶] این نقش برجسته، سال‌ها پیش توسط کارخانه سیمان ری به منظور استخراج سنگ معدن و تولید سیمان منهدم شد که البته تاریخ دقیق تخریب آن مشخص نیست.[۵۷] تنها قطعه‌ای که از آن باقی ماند، در ساختمان متروکه کارخانه سیمان ری در وضعیت بسیار نامناسبی در برابر عوامل فرساینده مختلف رها شد و قرار شد که میراث فرهنگی رسیدگی کند.[۵۸][۵۹]

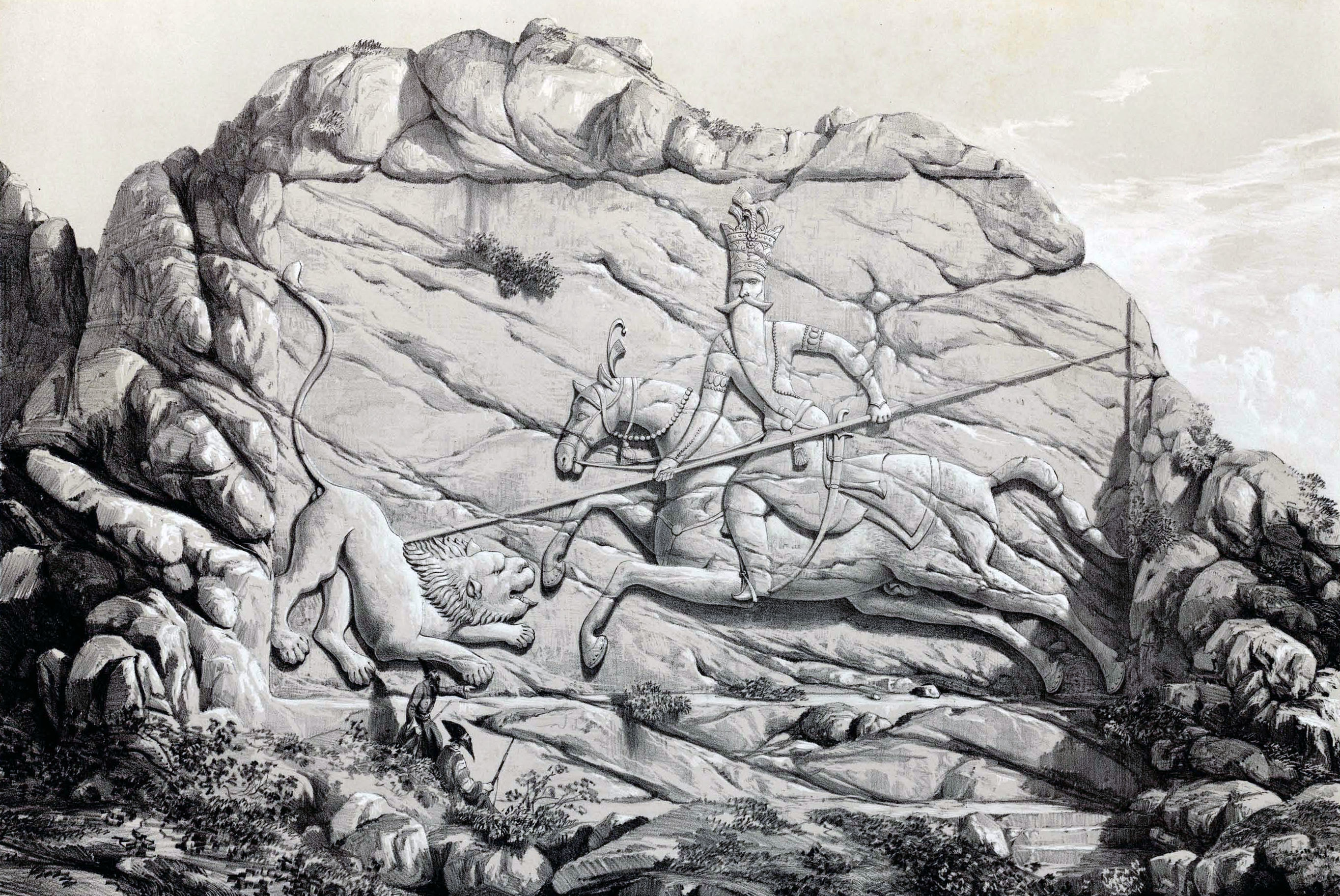
نمایی از نقش‌برجسته فتحعلی شاه قاجار که به جای نقش برجسته ساسانی در کوه حک شد و بعدها نزدیک کارخانه سیمان ری قرار گرفت در حال حاضر به دلیل تخریب کوه برای مواد اولیه سیمان، اثری از آن نیست.
نقش‌برجسته یکی از شاهان ساسانی، احتمالاً اردشیر اول یا شاهپور نخست که تا زمان فتحعلی شاه قاجار در محل کوه نزدیک کارخانه سیمان ری قرار داشته‌است و به دستور فتحعلی شاه از بین رفته و نقش خود را به جای آن حجاری نموده بوده‌است.
بازار تاریخی شهر ری.
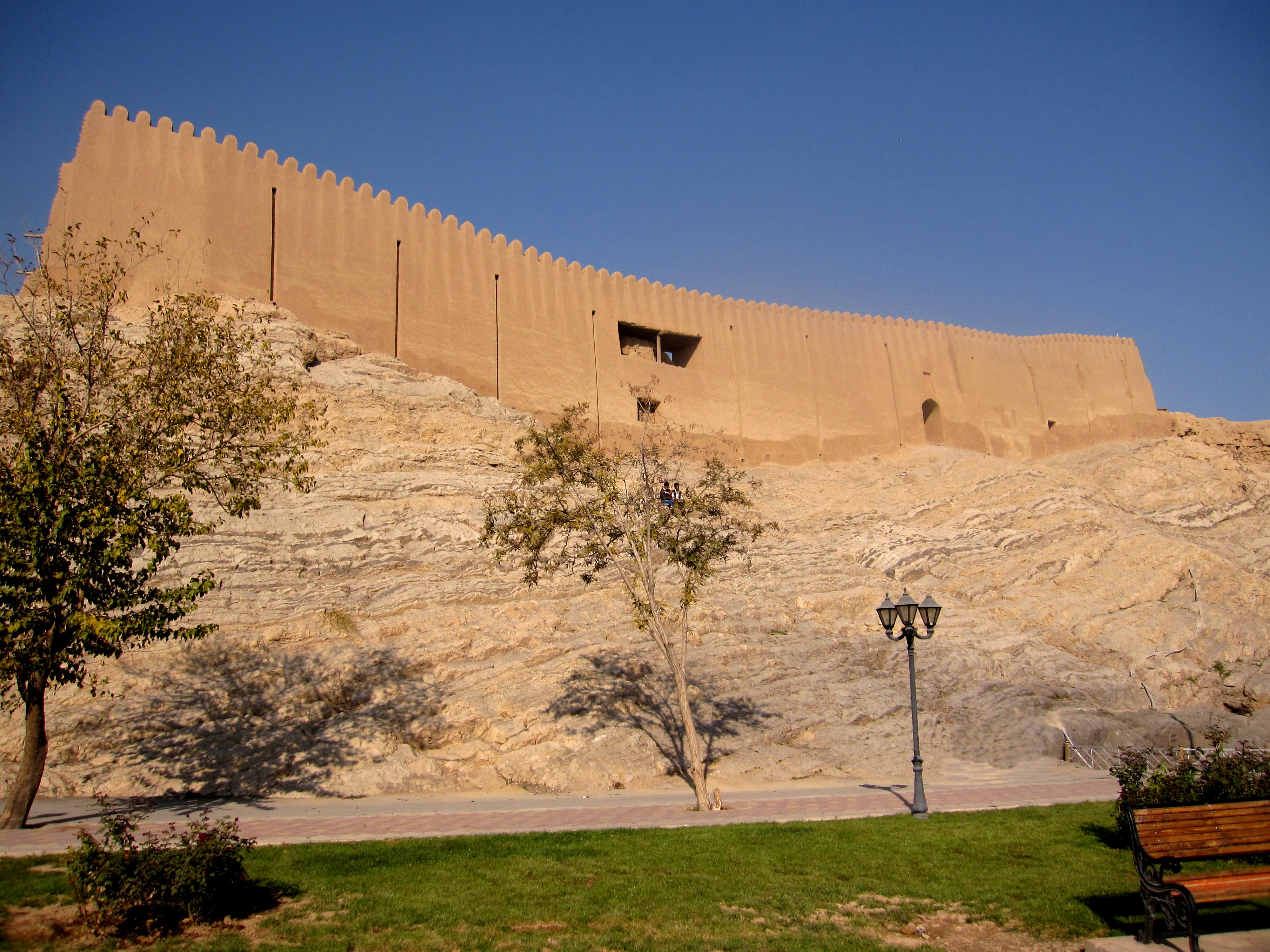
باروی ری در چشمه علی
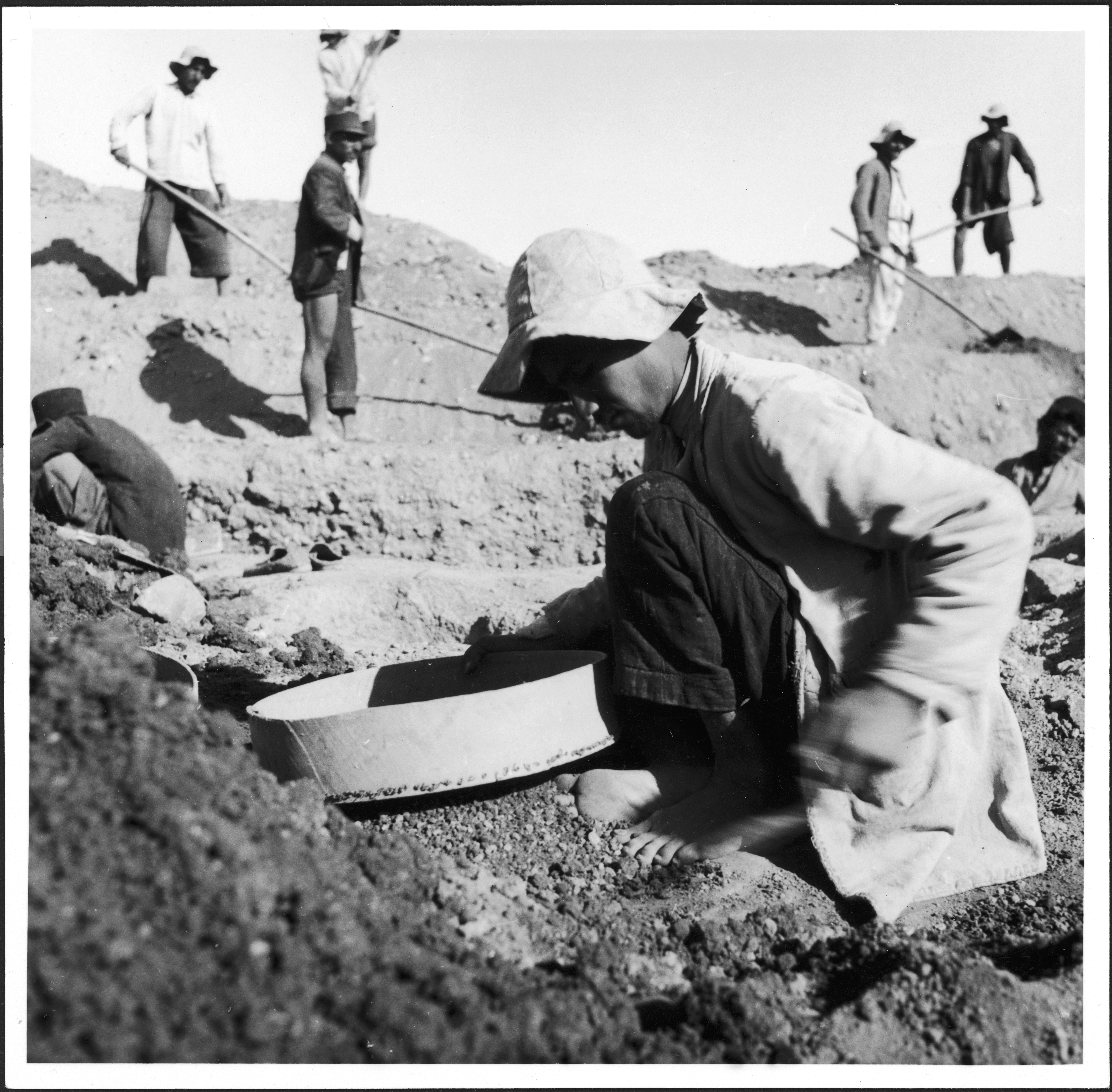
کارگر ایرانی در حال کاوش تپه‌های چشمه علی(عکاس: آنه ماری شوارتسنباخ)
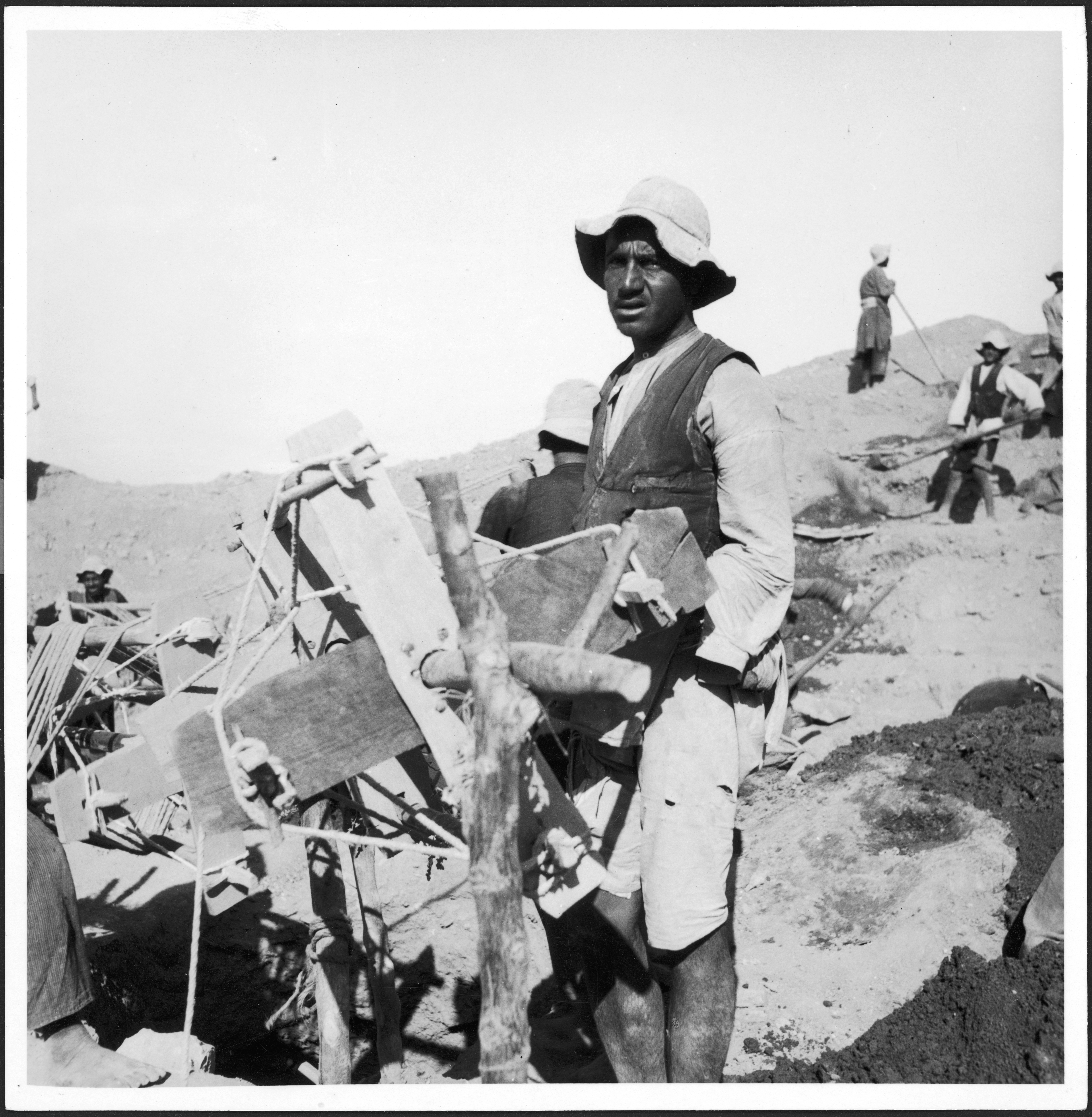
کارگران ایرانی در حال کاوش در ری  آنها برای کاوش مشترک موزه بوستون و دانشگاه فیلادلفیا کار می‌کردند، ۱۹۳۳ (عکاس: آنه ماری شوارتسنباخ)
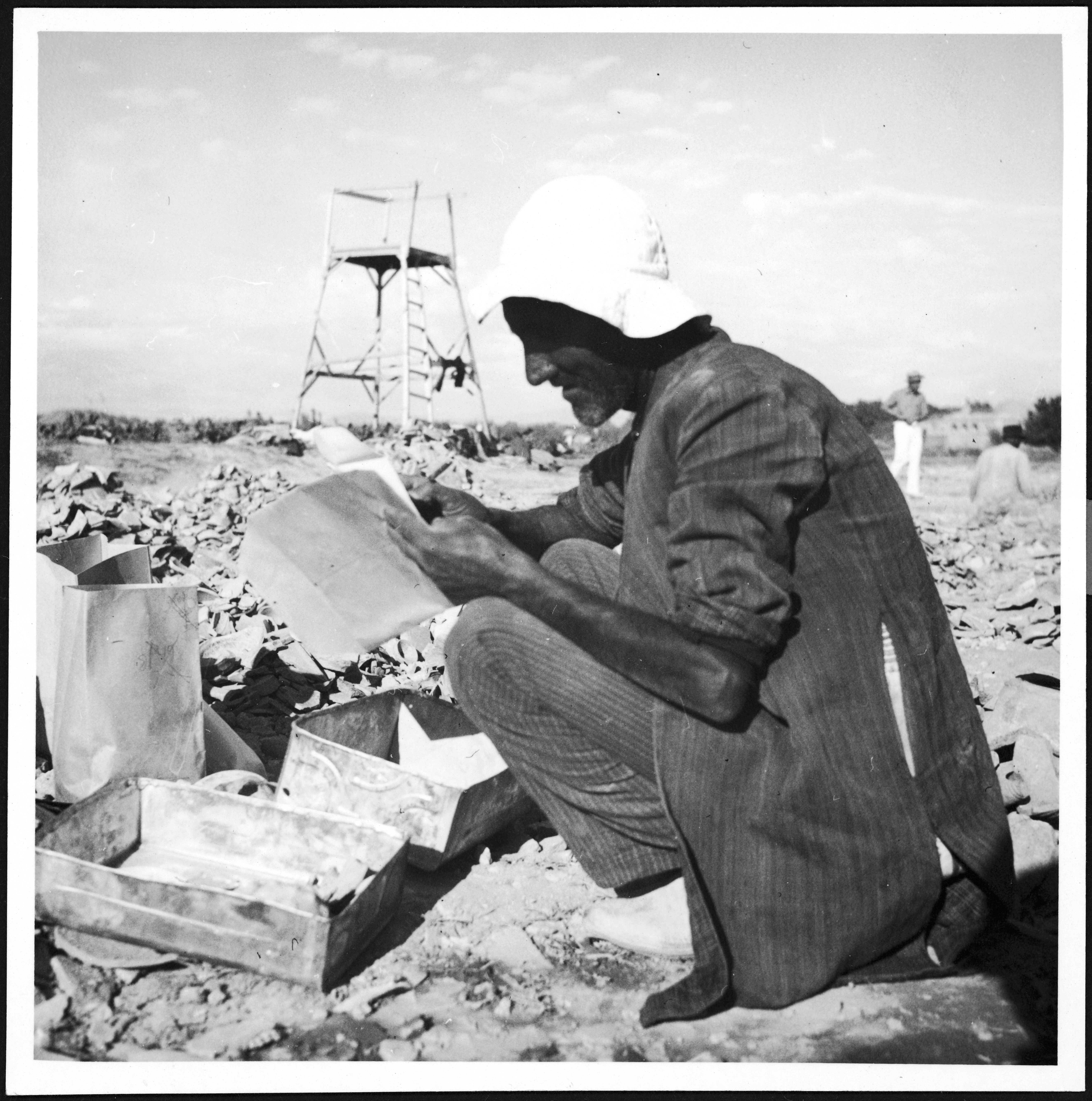
کارگران ایرانی در حال کاوش، ۱۹۳۳
اریش اشمیت در محل کاوش، احتمالاً چشمه علی، ۱۹۳۳

### آثار تاریخی پس از اسلام
- بازار ری
- کاروانسرای شاه‌عباسی (شهر ری)
- برج طغرل
- کوه نقاره‌خانه
- زندان هارون
- گنبد امیر اینانج
- کاروانسرای کنارگرد
- قلعه گبری
- قلعه کاسنی ری
- یخچال تاریخی کلین
- مقبره شیخ کلینی

## آرامگاه‌ها
شهر ری بیش از آنکه به دلیل آثار تاریخی و باستانی مشهور باشد، به عنوان یک شهر مذهبی شناخته می‌شود. آرامگاه‌های متعددی از منسوبان به امامان شیعیان در شهر ری وجود دارد. آرامگاه شاه عبدالعظیم مهم‌ترین مکان مذهبی شهرتهران است. به غیر از آن برخی از مهم‌ترین آرامگاه‌های شهر ری عبارتند از:
- آرامگاه طغرل بیک سلجوقی
- آرامگاه زکریای رازی امامزاده شعیب فیروزآباد (شهر ری)
- ابوالفتوح رازی
- ناصر الدین شاه
- آرامگاه رضاشاه پهلوی
- آرامگاه ابن بابویه
- آرامگاه بی‌بی‌زبیده (شهر ری)
- آرامگاه بی‌بی‌شهربانو
- مرداویج زیاری
- آرامگاه جوانمرد قصاب
- آرامگاه امامزاده عبدالله (شهر ری)
- آرامگاه امامزاده حمزه (شهر ری)
- آرامگاه امامزاده ابوالحسن (شهر ری)
- آرامگاه امامزاده طاهر (شهر ری)
- آرامگاه امامزاده هادی (شهر ری) (مسجد ماشاء الله)
- آرامگاه امامزاده شعیب (شهر ری)
- قائم مقام فراهانی
- آرامگاه امامزاده رضا خ خ (شهر ری)
- قرائت خانه و آرامگاه خانوادگی لرزاده (معمار)
- مسجد فیروز آبادی آرامگاه آیت‌الله سید رضا فیروزآبادی
- مسجد افضلیه (آرامگاه آقای افضلیه)
- آرامگاه جلال آل احمد
- آرامگاه علامه علی اکبر دهخدا
- آرامگاه غلامرضا تختی
- آرامگاه میرزاده عشقی
- آرامگاه مرشد چلویی
- آرامگاه عین‌الله محمودی همدانی
- آرامگاه میرزا ابوالحسن جلوه
- آرامگاه ستارخان
- طیب حاج رضایی

## اماکن عمده ری

### محله‌ها
شیر و خورشید (هلال احمر کنونی) ، ولی‌آباد، تقی‌آباد، کوی سیزده آبان، کوی اسلام، عباس‌آباد ، ظهیرآباد، علایین، آرد ایران، نفرآباد، هاشم‌آباد، ابن بابویه، بابک، اقدسیه، سرتخت، دیلمان، محلهٔ دولت‌آباد، حسین آباد، شهرک رضوان، قلعه گبری ،'جوانمرد قصاب'، حمزه آباد، محله ارشاد، محله دیلمان، منگل، علی آباد، ملک آباد، مبارک آباد، چشمه علی، جاده قم، ۲۴ متری، منصورآباد، سه دخترون، محله استخر و محله شاه‌عبدالعظیم که مهم‌ترین و مشهورترین محله شهر ری می‌باشد.

### بازارها
بازار باب‌الجبل، باب سین، باب هشام، بلیان، چهارسوق یا چهار بازار، بازار دهک نو، بازار روده، که این بازار از همه بازارها معمورتر و آبادتر بوده‌است. بازار ساربانان، بازار نرمه یا رسته نرمه، که منسوب به دیه نارمک است و بازار نصرآباد بازارها گویا بیشتر مکشوف و بدون سقف بوده‌است.

### دروازه‌ها
- دروازه شاه عبدالعظیم

دروازه آهنین، باطان، که از آنجا به سوی عراق و بغداد می‌رفتند. دروازه بلیّان که این حدود جوانمرد قصاب فعلی واقع بوده که از آنجا به قزوین می‌رفتند، دروازه جاروب بندان، باب‌الحراب دروازه حنظله، دروازه خراسان، دروازه دولاب، در راس الروده، در رشقان یا رشکان، در زامهران باب سین یا باب‌الصّین، باب‌الصبرین، در عابس، درغناب، درکنده، دروازه کوهکین که از آنجا به طبرستان می‌رفتند، باب‌المدینه یا در شهرستان، در مصلحگاه و دروازه هشام که از آنجا به قومس و خراسان می‌رفتند.

### راه‌ها
شهر ری در مسیر راه‌آهن تهران - مشهد و تهران - بندر ترکمن است. سایر مسیرهای دسترسی به این منطقه عبارتند از:

۱- اتوبان و جاده به سوی جنوب غربی که از کنار دریاچه قم می‌گذرد و ۱۳۰ کیلومتر از شهر ری تا قم فاصله دارد.

۲- اتوبان سوی جنوب شرقی از طریق بزرگ راه به درازای ۴۰ کیلومتر که به شهر ورامین می‌پیوندد.
1. بزرگ راه تهران - قم
2. اتوبان آزادگان اتصال شرق و غرب تهران.
3. راه‌های روستایی که به شهر منتهی می‌شوند.
4. اتوبان امام علی (ع) تهران
5. اتوبان شهید رجایی
6. اتوبان شهید هاشمی به بهشت زهرا تهران

و اتصال به اتوبان نواب و چمران تا شمیران

### دانشگاه‌ها
دانشگاه فرهنگیان پردیس شهید مفتح شهر ری
دانشگاه پیام نور مرکز شهر ری
دانشگاه آزاد اسلامی واحد یادگار امام (ره)

## مشاهیر و نام آوران شهر ری
فهرست مشاهیر و نام آوران شهر ری در بخش اهالی ری قابل مشاهده است.

## اقتصاد
بازرگانی، صنعتگری، کشاورزی و دامداری از مشاغل اصلی اهالی شهر ری به‌شمار می‌رود. شهر ری از نظر کشاورزی بسیار فعال و ۵۰٪ آن به طریقه صنعتی و مکانیزه و مابقی به روش نیمه مکانیزه و سنتی انجام می‌گیرد، فراورده‌های کشاورزی شامل گندم، نباتات، علوفه‌ای، پنبه، چغندر قند و ذرت و تره‌بار می‌باشد. از لحاظ باغداری ۲۰۰۰ هکتار از اراضی شهر ری را تاکستان پوشانده و ۲۰۰۰ هکتار آن شامل سیب گوجه، آلو، زرد آلو، هلو، آلبالو و گلابی است. جهت آبیاری زمین‌های زیر کشت و باغات از چاه‌های عمیق و نیمه عمیق استفاده می‌گردد. ضمناً اداره کل کشاورزی استان تهران برای هدایت آب رودخانه کن به منطقه کم‌آب فشاپویه کانالی در ۲ فاز حفر کرده که آب مورد نیاز منطقه فشاپویه را تأمین می‌نماید.
در رشته صنایع، کارخانجات صنعتی و تولیدی مستقر در شهرستان ری نیروهای زیادی به خود جذب نموده که عبارتند از: پالایشگاه تهران، روغن پارس و اسو، چیت سازی ری، گلیسیرین و صابون دولتی (اتکا)، ریسندگی و بافندگی ممتاز ایران، توری بافی ایران، سیمان ری، کنسرو سازی شمشاد، روغن ورامین، شرکت سهامی کفش اطمینان، فرآورده‌های کشمشی، روغن نباتی گل، ظروف لعابی قائم، روغن نباتی مارگارین، پلاسکو سازی (سانتال)، دیگر تولید صنایع این شهرستان را در دست دارند که از نظر اقتصادی و ایجاد بازار کار سهم به سزایی را در رشته اقتصادی ایفا می‌نمایند.
همچنین نیروگاه گازی ری، از منابع مهم تأمین انرژی این منطقه است.

## شهرت شهر ری
شهرت اصلی شهر ری بیشتر به خاطر وجود بارگاه عبدالعظیم حسنی در آن بوده‌است. به‌طوری‌که تا سال‌ها پیش از آن به (شاه عبدالعظیم) یاد می‌شد، ضمن اینکه این شهر از قدیمی‌ترین مناطق کشور نیز به‌شمار رفته، آثار باستانی فراوانی را در خویش جای داده‌است.
در واقع شهر ری را می‌توان مادر تهران دانست امّا با گسترش تهران و انتخاب آن به عنوان پایتخت، از توجّه به ری کاسته شد اما پس از پیروزی انقلاب اسلامی تغییرات و تحوّلات بسیاری در بافت شهری و معماری منطقه به‌وجود آمد به‌طوری‌که چهره شهر کاملاً دگرگون شد و مراکز متعّدد فرهنگی، تفریحی و اجتماعی در آن تأسیس و نقاط مختلف شهر به وسیله خیابان‌های مدرن، بزرگراه و پل‌های روگذر و زیرگذر به هم متّصل‌شد.

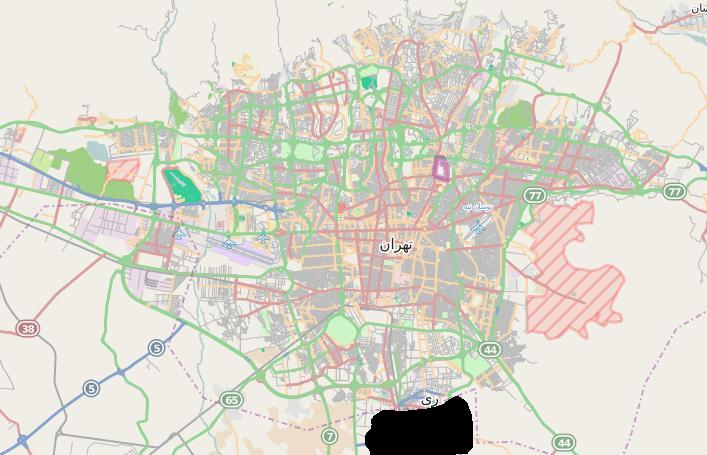
موقعیت شهر ری در نقشه تهران به رنگ سیاه. شهر ری در جنوب تهران داخل بافت شهر است و در تقسیم‌بندی شهری منطقه ۲۰ تهران محسوب می‌گردد.

نزدیکی شهر ری به آرامگاه روح‌الله خمینی و فرودگاه بین‌المللی امام خمینی، و قرارداشتن پالایشگاه تهران در محدوده آن، اهمّیت جغرافیایی، اقتصادی و اجتماعی آن را دوچندان کرده‌است. ری به دلیل قرارگرفتن مرقد امام‌زادگان بسیاری که معروف‌ترین آن‌ها آرامگاه شاه عبدالعظیم می‌باشد یکی از قطب‌های مذهبی ایران محسوب می‌گردد.
محمد محمدی ری‌شهری، از فعالان عمده نزدیک به سید روح‌الله خمینی اهل این محل بوده‌است.

## شهر ری در ادبیات
نام شهر ری در ادبیات فارسی بسیار ذکر شده‌است. بارها فردوسی، مولوی، مسعود سعد سلمان، ظهیرالدین فاریابی، کمال‌الدین اسماعیل، و… تا شعرای و ادیبان معاصر از این شهر در آثار خود نام برده‌اند.

### شهر ری درشاهنامه فردوسی
در شاهنامه فردوسی بارها از شهر ری یاد شده‌است. ابوالقاسم فردوسی در شاهنامه ساخت شهر ری را به پیروز پسر یزدگرد شاه ساسانی نسبت می‌دهد، که پس از پایان خشکسالی و قحطی هفت‌ساله پیروز پسر یزدگرد آن را ساخت و آن را خود نام نهاد:
| چو پیروز از آن روز تنگی بِرَست |  | بر آرام بر تخت شاهی نشست |
| یکی شارستان کرد پیروزکام     |  | بفرمود کو را نهادند نام  |
| جهاندار گوینده گفت این ریست  |  | که آرام شاهان فرخ‌پی‌ست    |

در شاهنامه فردوسی از شاپور رازی به عنوان یکی از پهلوانان ایرانی از ری در دوره قباد یکم یاد می‌کند:
| بدو گفت فرزانه مندیش زین     |  | که او شهریاری شود بآفرین   |
| تو را بندگانند و سالار هست   |  | که سایند بر چرخ گردنده دست |
| چو شاپور رازی بیاید ز جای    |  | بدرد دل بدکنش سوفزای       |
| شنید این سخن شاه و نیرو گرفت |  | هنرها بشست از دل آهو گرفت  |
| همانگه جهاندیده‌ای کیقباد     |  | بفرمود تا برنشیند چو باد   |
| به نزدیک شاپور رازی شود      |  | برآواز نخچیر و بازی شود    |
| هم اندر زمان برنشاند ورا     |  | ز ری سوی درگاه خواند ورا   |
| دو اسبه فرستاده آمد به ری    |  | چو باد خزانی به هنگام دی   |
| چو دیدش بپرسید سالار بار     |  | وزو بستد آن نامهٔ شهریار    |
| بیامد به شاپور رازی سپرد     |  | سوار سرافراز را پیش برد    |
| برو خواند آن نامهٔ کیقباد     |  | بخندید شاپور مهرک نژاد     |

اما شاهنامه فردوسی بسیار پیش از پیروز یزدگرد در دوره کیکاووس از شهر ری نیز یاد می‌کند:
| همی گفت کیخسرو ای شهریار       |  | مرا ماندی در جهان یادگار |
| ....                           |  | .....                    |
| سر هفته را کرد آهنگ ری         |  | سوی پارس نزدیک کاوس کی   |
| دو هفته به ری نیز بخشید و خورد |  | سیم هفته آهنگ بغداد کرد  |
| هیونان فرستاد چندی ز ری        |  | به‌نزدیک کاوس فرخنده‌پی    |

شاهنامه فردوسی، زادگاه بهرام چوبین را شهر ری می‌داند. بهرام چوبین و نزدیکانش به نیت آبادانی ری می‌گساری می‌کردند:
| به رامشگری گفت کامروز رود      |  | بیارای با پهلوانی سرود     |
| نخوانیم جز نامهٔ هفتخوان        |  | برین می‌گساریم لختی بخوان   |
| که چون شد به رویین دز اسفندیار |  | چه بازی نمود اندران روزگار |
| بخوردند بر یاد او چند می       |  | که آباد بادا برو بوم ری    |
| کزان بوم خیزد سپهبد چو تو      |  | فزون آفریناد ایزد چو تو    |

### شهر ری در اشعارمولوی
از شهر ری در اشعار مولوی چندین بار نام برده شده‌است.
| عاشقان سازیده‌اند از چشم بد |  | خانه‌ها زیر زمین چون شهر ری |
| نیست از دانش بتر اشکنجه‌ای  |  | وای آنک ماند اندر نیک و بی |

همچنین
| یک حکایت گوش کن ای نیک‌پی   |  | مسجدی بد بر کنار شهر ری     |
| هیچ‌کس در وی نخفتی شب ز بیم |  | که نه فرزندش شدی آن شب یتیم |

همچنین
| بازآمد گفت از هر جنس هست    |  | اغلب آن کاسه‌های رازیست    |
| گفت کی بیرون شدند از شهر ری |  | ماند حیران آن امیر سست پی |

### شهر ری در اشعارایرج میرزا
از شهر ری در اشعار ایرج میرزا چندین بار نام برده شده‌است.
| ای وثوق الدوله آمد فصل دی |  | فصل دی آمد وثوق الدوله ای   |
| بند بندم این گواهی می‌دهد  |  | یک شکر لب چون تو در آفاق نی |
| بسکه آب هندوانه می‌خوری    |  | هندوانه شد گران در شهر ری   |

### شهر ری در اشعارظهیرالدین فاریابی
از شهر ری در اشعارظهیرالدین فاریابی چندین بار نام برده شده‌است.
| خسروا ابر رحمت تو کجاست     |  | تا ز فیضش به فتح باب رسم |
| سایه ای بر سرم فکن به کرم   |  | تا ز رفعت بر آفتاب رسم   |
| چون من از فاریاب مسکن خویش  |  | سوی این مرتفع جناب رسم   |
| چشم دارم که با بضاعت فضل    |  | از سخای تو در نصاب رسم   |
| تا تو از شهر ری به ساوه رسی |  | من ازین سو به فاریاب رسم |

### شهر ری در اشعارمسعود سعد سلمان
از شهر ری در اشعار مسعود سعد سلمانچندین بار نام برده شده‌است.
| به هر قصیده که از شهرری فرستادی  |  | هزار دینار او بستدی ز زر حلال     |
| بگویدی که به‌من تا به حشر فخر کند |  | هر آن‌که بر سر یک بیت من نویسد قال |

### شهر ری در اشعارکمال‌الدین اسماعیل
کمال‌الدین اسماعیل در اشعارش چندین بار از شهر ری نام برده‌است.
| اگر چه صدر فخرالدّین کریم‌ست |  | که کمتر بخششش صد گنج باشد  |
| ولیکن تا بنزد او رسیدن     |  | ز دربانش مرا صد رنج باشد   |
| بجز در شهر ری جایی ندیدم   |  | کریمی را که دربان پنج باشد |

### شهر ری در اشعارملک الشعرای بهار
در اشعار ملک الشعرای بهار بارها از شهر ری نام برده شده‌است.
| به شهر ری شدم از دشت خاور     |  | بدیدم کار ملک و کار کشور       |
| بدیدم کشوری خالی ز مردم       |  | همه دیوان فتاده یک به دیگر     |
| دگرگونه شده کار ولایت         |  | نه مهتر مانده بر جای و نه کهتر |
| نه دیوان مانده و نه کار دیوان |  | نه لشکر مانده و نه میر لشکر    |

### شهر ری در اشعارخاقانی شیروانی
در شعری که خاقانی شروانی در زمان سکونتش در ری در قرن ششم از آب و هوای این شهر به بدی یاد می‌کند:
| خاک سیاه بر سر آب و هوای ری         |  | دور از مجاوران مکارم نمای ری       |
| آن را که تن به اب و هوای ری آورند   |  | دل آب و جان هوا شد از آب و هوای ری |
| عقرب نهند طالع ری من ندانم آن       |  | دانم که عقرب تن من شد لقای ری      |
| گر باز رفتنم سوی تبریز اجازت است    |  | شکرانه گویم از کرم پادشای ری       |
| ری در قفای جان من افتاد و من به جهد |  | جان می‌برم که تیغ اجل در قفای ری    |
| دیدم سحرگهی ملک الموت را بخواب      |  | بی‌کفش می‌گریخت ز دست وبای ری        |
| گفتم تو نیز؟ گفت چو ری دست برگشاد   |  | بویحیی ضعیف چه باشد به پای ری      |

همچنین
| در شهر ری امسال به هرسو که نهم گام |  | هر کس صنمی دارد گلچهر و گل‌اندام |
| هر شام‌کشد تنگ در آغوشش تا صبح      |  | هر صبح زند چنگ به‌گیسویش تا شام  |
| من یار ندارم چکنم جز که خورم غم    |  | یارب چکنم‌کاش نمی‌آد مرا مام      |
| دانند حسودان‌که من از رشک به جوشم   |  | هرگه که دلارام شود با دگری رام  |

### ری در سایر آثار
تمامی جریان رمان معروف بوف کور صادق هدایت در ری می‌گذرد.
منظر حسینی نویسنده و شاعر مقیم کپنهاک دانمارک خالق کتاب مرد کاغذی اهل ری است و در آثارش نیز از ری بسیار یاد کرده من از آفتابی‌ترین شهر زمین آمده‌ام.
شاعر معاصر، بیژن شهرامی هم در وصف ری گفته‌است:
| خوانند تو را قلعه ایمان ای ری |  | گویند تو را خانه پاکان ای ری |
| از فیض وجود سیدی بخشنده       |  | نامند تو را قبله تهران ای ری |

در نزهت القلوب حمدالله مستوفی آمده‌است «ری به سبب بسته بودن شمالش آب و هوای متعفن و ناگوارنده داشته و عقرب قتال دراو بسیار است».